# Мавка
Ма́вка, також на́вка, ня́вка, лісова русалка — істота української міфології, близька до русалки, в образі гарної оголеної дівчини чи дівча, вдягненої в довгу білу сорочку з довгим розпущеним волоссям. Згідно з народними повір'ями, на мавок перетворюються душі утоплениць та дівчаток, померлих без хрещення.

## Етимологія
На думку частини дослідників, первісною назвою цих істот була «навка»: від прасл. *navь («мрець»); з того ж кореня походять українські слова нав і нава («домовина», «труна»), а також навк («мрець»). Варіанти «мавка» і «нявка» виникли пізніше внаслідок зближення з мавкати («нявкати»). За іншою версію, якої дотримувався Олександр Афанасьєв у своїй праці «Поетичні погляди слов'ян на природу» (1865—69, т. 1—3), де вказував, що жителі України на той час вживали слова «нави», «навьский», не допускаючи зміни початкового звука. Та вважав, що назва походить від слів «мал», «малий»; так «малко» — дитина (хлопчик, малюк), «малка» — малоросла жінка. Таким чином, мавка означає «істота маленького зросту».

## Образ мавки
Уявлення про мавок побутують у Карпатах, на Поділлі та Галичині. Типовий образ мавки — це дівчина з зеленим волоссям. Але є принципова різниця між мавкою та нявкою, нявка не має спини. Тому у народних переказах часто додають, що в нявки ззаду видно нутрощі[джерело?]. Звичайним місцем їхнього перебування є ліси. Мавками ставали діти, померлі нехрещеними, рідше — діти, яких украв чорт. Так ставалося також із тими, що померли після семимісячного віку, померлі раніше ставали потерчатами. Як і у випадку з русалками, мавки можуть мати чоловічих відповідників — нявкунів. Поширеним було уявлення про танці мавок на так званих ігровищах — місцях, де не росте трава. Часом їм приписувалося висаджування квітів у горах. Вважалося, мавки можуть заманювати хлопців у хащі, щоб лоскотати їх до смерті. Також вони приходили вночі до людей, особливо жінок і дітей, щоб висмоктувати через груди силу.
На мавок дуже схожі майки, що однак зрідка відрізняються виглядом — це дівчата дуже малого зросту. За поведінкою ж тотожні мавкам. Способом протидії майкам було прибивання над дверима з внутрішнього боку хатньої стіни ляльок-мотанок. У переказах описують, що майку можна спіймати і взяти за дружину, але шлюб з нею буде нещасливий. Якщо запитати в майки-дружини про якусь таємницю, вона обов'язково дасть відповідь, а після цього зникне.

## Мавка в мистецтві

### Художня література
Тамара Скрипка виводить образ таємничої лісової чи морської русалки-мавки в історії української літературної традиції з «Енеїди» Івана Котляревського. Очевидно, морських античних сирен письменник назвав мавками відповідно до «українізації» Вергілієвих реалій. Згадуються морські мавки і у Євгена Гребінки: «Ущухнуло море, і хвилі вляглися; / Пустують по піні мавки…».
Марко Вовчок записала в народі ряд синонімів на означення різного роду русалок: лісовничка, мислічка, русавка, водяниця, нявка, нетря лісова. Пейзажний малюнок з мавками накреслив Леонід Глібов:
| «До нас зозулька у гості прилітає І весело кує, як в тихому кутку; Вівчарик на сопілку грає Під явором, у холодку; Співає соловей неначе у садочку, А серед ночі, в тихий час, Тут мавочки гуляють у таночку І ясний місяць дивиться на нас» [12] |
Про мавку є згадка у п'єсі Марка Кропивницького. В усіх цих творах образ мавки зустрічається епізодично як фантастична деталь пейзажу, потрактований в дусі бурлеску, або як романтичний мотив.

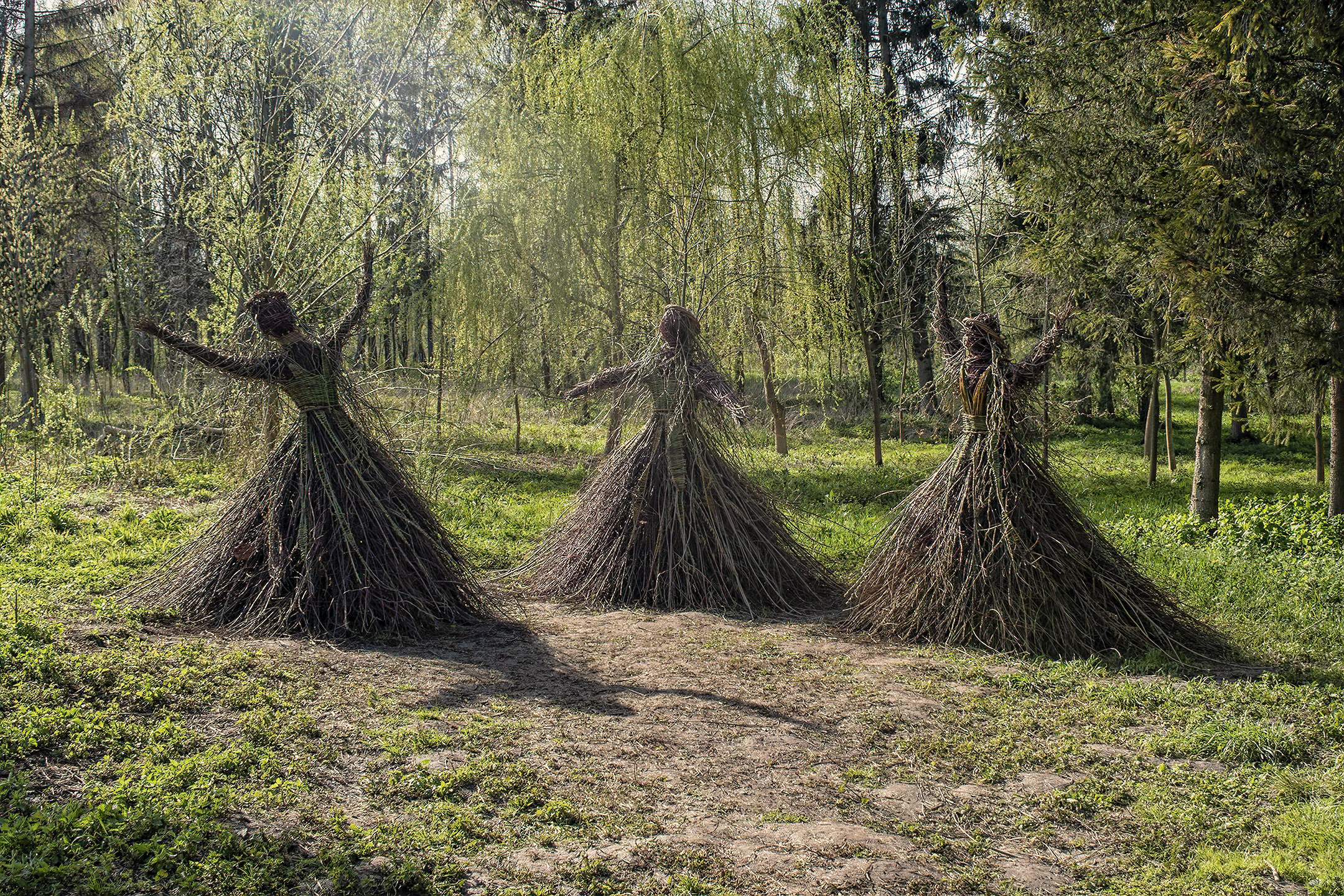
Еко-скульптурна композиція «Пробудження лісових мавок», Луцьк, 2021 р.

Мавка — головний персонаж драми-феєрії Лесі Українки «Лісова пісня». Її образ втілив роздуми письменниці про роль краси і вірності, про роль мистецтва у пробудженні духовних сил людини, у її піднесенні до розуміння власного призначення на землі.
«Мавка» — твір Івана Франка, який сам автор назвав казкою, однак в літературознавстві розглядається як психологічна новела. Тут уявна мавка приходить у сни дівчинки, спонукає постійно прагнути зустрічі з нею, стає своєрідною ідеєю-фікс. Письменник тонко психологізує природу, зокрема «темний», «вічно тужливий», «понурий» ліс із таємничою піснею, що веде в «пахучу безвість, у якийсь безмежний непрозорий простір і може викликати в таких тендітних істотах, як Ґандзя, глибоку тугу на серці». Усе це готує читачів до тривожного і загадкового, прогнозучи трагедійний кінець.
Основні джерела образу мавки у Івана Франка й Лесі Українки — фольклорно-міфологічні. Серед іншого вони запозичують образ дріад, яких в художній традиції відтворюють як вродливих покровительок дерев. Всупереч народній традиції, де мавка персонаж демонологічний — в творах письменників вона естетизується, підкреслюють не лише її зовнішня принадність, але й гуманізм.
Кохана головного героя «Тіней забутих предків» Михайла Коцюбинського постає в образі нявки. Коцюбинський використав саме образ нявки, не мавки[джерело?]. Письменник прописував, що герой боїться повернутися, аби не побачити спини коханої.
До збірки казок Василя Короліва-Старого «Нечиста сила» включене оповідання «Мавка Вербинка».
Романтичний образ мавки актуалізується в українській поезії ХХ століття. Автори звертаються до нього для підкреслення магіної принадності природи. У вірші Миколи Руденка «Кочовики й землероби» про це говорять рядки: «В воді — русалка, на узліссі — мавка: / Бездушного нічого не було».
Цикл поезій «Очікування Ольги» Максима Розумного послуговується образом у двох віршах:
| «В зелених ріках і житах празнують весело свята русалки, мавки, упирі, та відчайдухи-косарі стинають зело, поять коси. У лузі відьма вроди просить, ранковій молиться зорі. Відунка воду замовляє і щось нашіптує траві, і ворожбитські наговори озвуться жаром у крові»[19]. |
| «Гуляють лісом потерчата, у лузі мавки хихотять, веселі відьми і верткі дівчата, ніхто не чув ні прощень, ні проклять»[20]. |
Василь Симоненко використовує у вірші «Лебеді материнства» образ мавки, як жіночої спокуси, що може очікувати юнака на його життєвому шляху. Твір Наталки Позняк «Мавка» містить алюзії на «Лісову пісню».
Мавки зустрічаються в романі Марини та Сергія Дяченків «Відьмин вік». У казці Олега Романчука «Гуцульська легенда» фігурує мавка Любава.[джерело?]
В п'єсі Олеся Барліга «Дерева спізнюються на автобус», що присвячена політичній і мистецькій кон'юнктурі на темі Голодомору, мавки супроводжують Віктора Ющенка у сновидінні головного героя твору.
Письменниця Дара Корній звертається до образу цього персонажа міфології у своєму романі «Щоденник Мавки» та книзі «Чарівні істоти українського міфу. Духи природи».
Український поет Ігор Павлюк — автор творів про мавку: «Остання мавка», «Мавка»:
| «МАВКА Де в одних серпанках юні весни Йдуть у вечір, що немов рояль, Місяць-косу клепле Перелесник, Дядько Лев помер уже, на жаль. Примерзають коси, милі коси, До щасливих березнем вітрів. Але як забутися про осінь, Коли стільки осені вгорі? Над зорею гуси пролетіли. Під зорею коники іржуть. Гуси Мавку взяти не хотіли. Мабуть, там десь верби не ростуть...»[27]. |

### Музика
- Mavka — заснований в Києві 2013 року гурт, який виконує пісні власною «мавчиною» мовою, а також створює композиції на слова Лесі Українки.
- NAVKA — псевдонім Марини Іванівни Тимофійчук  — української музикантки, авторки і виконавиці пісень українською мовою, поетки.

### Кінематограф
- «Лісова пісня» (1961) — український радянський художній фільм, екранізація однойменної драми-феєрії.
- «Лісова пісня» (1976) — український радянський анімаційний фільм.
- «Лісова пісня. Мавка» (1981) — український радянський фільм-казка за «Лісовою піснею».
- «Мавка. Лісова пісня» (2023)— український анімаційний фільм.

### Комікси
- Мавка — імпринт українського видавництва коміксів Вовкулака, з наміром випускати авторські комікси для дитячої аудиторії. Заснований у 2019 році.